# Zorochros amalec
Zorochros amalec is een keversoort uit de familie kniptorren (Elateridae). De wetenschappelijke naam van de soort is voor het eerst geldig gepubliceerd in 1907 door Peyerimhoff.